# Villa Crespo
Villa Crespo es un barrio porteño ubicado en la Comuna 15, en el centro de la Ciudad Autónoma de Buenos Aires, Argentina.
Está delimitado por las vías del Ferrocarril General San Martín, Av. Dorrego, Av. Warnes, Paysandú, Av. San Martín, Av. Ángel Gallardo, Av. Estado de Israel, Av. Córdoba.
Limita con los barrios de La Paternal al oeste, Chacarita al noroeste, Palermo al noreste, Almagro al sudeste, Caballito al sur, y con una fracción de Villa General Mitre en el extremo suroeste.

## Ubicación y nombre
Su nombre proviene del apellido del intendente municipal Dr. Antonio F. Crespo, quien apadrinó la instalación de la "Fábrica Nacional de Calzado" en 1888, cuya instalación, así como las casas de los que allí trabajaban dio origen al barrio. La zona se hallaba entre la actual avenida Raúl Scalabrini Ortiz (ex Canning y originalmente "Camino del Ministro Inglés"), la Av. Warnes (originalmente "Camino de Moreno"), la Av. Corrientes (que hasta mediados de 1937 se llamó en Villa Crespo "Triunvirato") y la Av. Juan B. Justo, cuya traza por aquel entonces estaba ocupada por el Arroyo Maldonado. El nombre del barrio se debe a los rematadores de esos terrenos, los que en honor al Intendente Crespo y alentados por la familia Lebrero, propietaria de los mismos, comenzaron a denominar el lugar como la Villa de Crespo, porque la subasta tenía demarcada la ubicación de la futura plaza, la estación, la seccional policial, la escuela y demás edificios que componen una villa o pueblo en formación.

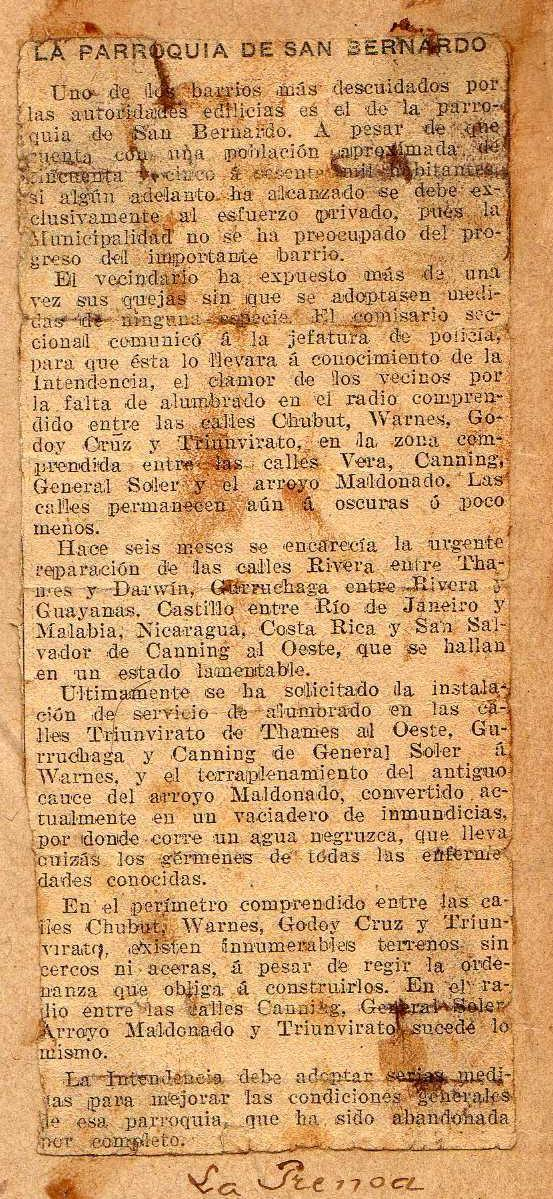

El nombre del barrio inicialmente fue "La Villa de Antonio F. Crespo" dado que se conformó un pequeño poblado o aldea o villa con todo lo necesario para que se radicara una población, como ser: una plaza, una alcaldía, escuela, seccional policial. Para luego empezar popularmente a denominarse Villa Crespo. Ocho años después del surgimiento del barrio, se construyó la parroquia de San Bernardo, motivo por el cual comenzó a denominarse así a una zona que abarcaba varios barrios más. Mucho antes de la "Ley Sáenz Peña" y de la confección de padrones electorales como los conocemos desde entonces, las parroquias eclesiásticas cumplían las funciones del Registro Civil aún no creado. Es decir, eran depositarias del único registro existente de votantes. Por eso, las principales parroquias eclesiásticas de la ciudad se convirtieron en cabeza de parroquias electorales. Así, aunque la iglesia de San Bernardo fue inaugurada en agosto de 1896, el Poder Ejecutivo Nacional creó, por decreto del 11 de abril de 1894, la parroquia (electoral) de San Bernardo, ya que la construcción de la iglesia había comenzado un año atrás. La parroquia de San Bernardo comprendía, además de Villa Crespo -sede de la iglesia homónima y entonces una especie de "cabecera"- los actuales barrios oficiales de Palermo, Chacarita, Colegiales, Almagro, Caballito, Villa General Mitre, Villa Santa Rita, Villa Devoto, Villa del Parque, Agronomía, Parque Chas, Villa Ortúzar y parte de Flores, además de Villa Talar, hoy barrio no oficial de la ciudad. En el mapa de la ciudad de Buenos Aires de 1902, la circunscripción de San Bernardo figura con el número 15 entre las 20 de la ciudad sin incluir ya -de los barrios mencionados más arriba- a Palermo, Colegiales, Almagro, Caballito y Flores. Para esa fecha la circunscripción tenía 35 405 615 metros cuadrados de superficie, con 16 476 habitantes en 735 manzanas, lo que arrojaba un promedio de 25 habitantes por manzana y 5 por hectárea.

En cuanto a Villa Crespo propiamente dicho, la forma de designación "San Bernardo" está evidenciado en el recorte de diario La Prensa que se muestra más arriba. Pero según el libro "Villa Crespo, Sencilla Historia" del Profesor Diego A. Del Pino, ya en 1889, más precisamente el 13 de octubre de ese año, aparecen afiches de anuncios de loteos, publicados por un tal H. Baizan, que era rematador, en los cuales se denomina al lugar como Villa Crespo.

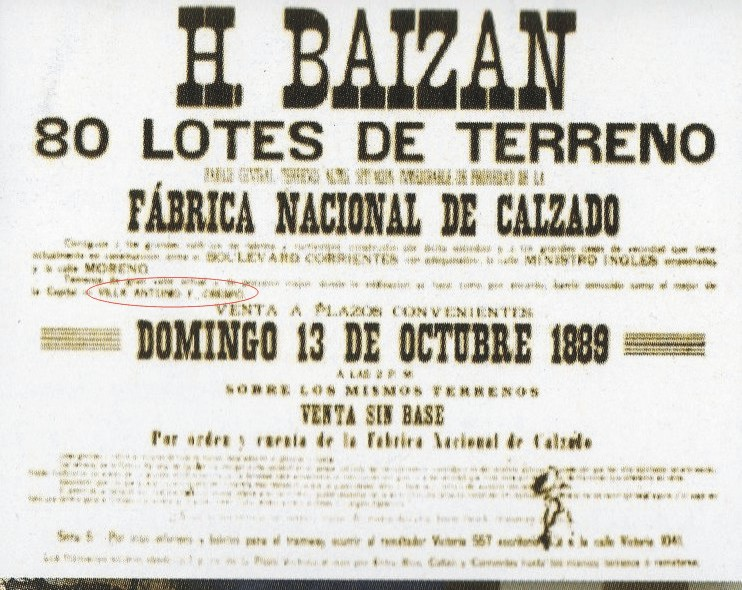

## Historia
Este barrio surge junto al Arroyo Maldonado, hoy entubado bajo la avenida Juan B. Justo. Como no existían entonces los criterios ecológicos que tenemos a principios del siglo XXI, sus aguas fueron vistas como un posible drenaje de fluidos industriales, lo que provocó el asentamiento de varios establecimientos fabriles.
A raíz de la fundación de la Fábrica Nacional de Calzado el 3 de junio de 1888 la industria marroquinera tomó gran impulso. Sus obreros mayoritariamente italianos, que tenían como patrono a San Crispín, bregaron para que la nueva villa fuera denominada en su honor. Luego de un gran debate se prefirió que el Santo Patrono fuera San Bernardo en honor al padre del Gerente General de la fábrica, Don Salvador Benedit
Este facilitó materiales para la construcción de las primeras viviendas para los obreros de la fábrica. Dichas viviendas tomaron el nombre de conventillos, en las cuales convivían numerosos inmigrantes de diversos orígenes.
El aumento de la población originó un constante crecimiento comercial. Sus vecinos autoorganizados en sus instituciones, desarrollaron un alto grado de actividad social. Y desde que surgiera el Tango Orillero, con el agregado cultural de la inmigración, las expresiones artísticas y la bohemia de sus cafés, generaron un centro de espectáculos similar al de la Ciudad de Buenos Aires, llegando a su esplendor en la década de 1940.
A principios de los años 60 y durante los 70, el barrio sufrió un éxodo de vecinos que junto a la desaparición de varias de sus entidades, provocó la merma de sus actividades culturales que afectaron también al comercio. Lo cual, llevó al barrio a un estado de abandono, de considerable magnitud.
Para su centenario, a partir de 1988, un grupo de arraigados vecinos comenzaron a peticionar a las autoridades por una mejor calidad de vida y a renovar su actividad cultural. Sus logros fueron en aumento, al punto de que Villa Crespo está resurgiendo, gracias a la actividad de sus fuerzas vivas.

## Vertiginosa expansión y explotación comercial:Zona Outlet
A partir del año 2008, se generó un polo comercial, que llevó a varias marcas de indumentaria a instalar locales en las calles Aguirre y Gurruchaga. Los precios de los alquileres y los impuestos territoriales aumentaron considerablemente. Tal concentración de locales comerciales, llevó a que el 30 de julio de 2011, fuera inaugurado el paseo de Compras Aguirre. Sin embargo durante los tres años siguientes, los vecinos de Villa Crespo reclamaron por algunos inconvenientes ocasionados por las mejoras realizadas en el paseo, lo cual reflotó el malestar provocado por la promoción de la zona en 2007, como Palermo Queens. Denominación que no logró prosperar, debido a la acción legal interpuesta por la Junta Histórica Barrial. El 26 de julio de 2014, Día de los Defensores de Villa Crespo, el Gobierno cedió al reclamo vecinal, cambiando por segunda vez la denominación del cuestionado Centro Comercial, al que se pretendió vanamente denominar Palermo Viejo, tal como consta en las columnas referenciales que fueron grafitadas encima de esa denominación foránea, con la inscripción Villa Crespo 100%, lo que obligó al Gobierno de la Ciudad de Bs. As. a corregirse quitando la inscripción pro-palermitana y colocando la inscripción Villa Crespo en dichas columnas.
El crecimiento comercial de Villa Crespo está sostenido debido a la campaña de revitalización comercial impulsada por la Junta Barrial y de Estudios Históricos de Villa Crespo y a través de la institucionalización de los Premios Intendente Crespo que otorga esa entidad académica junto a la Cámara de Comercio de Villa Crespo, fomentando el compre local y la reafirmación de la identidad barrial. Dado que son premiados los comercios y empresas que exhiben el nombre del barrio en sus marquesinas y publicidades. Lo cual se ve reflejado en la cantidad de los locales que fueron abriendo en los últimos diez años incluyendo en sus marquesinas y publicidades el nombre de Villa Crespo. En 2003 había 1550 contra 1053 de 1994, según un relevamiento del Centro de Estudios para el Desarrollo Económico Metropolitano (CEDEM) y la Secretaría de Producción, Turismo y Desarrollo del Gobierno porteño. Sin embargo, debido a la situación económica del país, el 16 de enero de 2017, se produjo una repulsa vecinal por la ola de cierre de comercios en el barrio. .

## Habitantes notables
Salvador Benedit

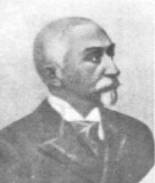
Salvador Benedit, Padre Espiritual de Villa Crespo. Principal promotor de la Industria del Cuero, la que provocó el surgimiento del barrio.

Precursor indiscutido de Villa Crespo y pionero en la realización de obras comunitarias, Don Salvador Benedit nació en Buenos Aires el 8 de diciembre de 1848. Cursó sus estudios en el colegio San José. Se especializó en la industria del cuero y para perfeccionarse viajó a Bélgica donde se relacionó con la empresa Wattine & Cie. A su regreso se casó con Catalina Subigaray. Mantuvo vinculación con la empresa Wattine & Cie., ya mencionada, la que en 1888 fundó la Fábrica Nacional de Calzado que dio origen al barrio. A través de esta fábrica se dio trabajo a miles de obreros. El hecho de que Benedit ocupara el cargo de gerente de la Fábrica Nacional de Calzado fue decisivo en el origen y consolidación de numerosas instituciones barriales. Fue el principal impulsor de la construcción de la iglesia parroquial de San Bernardo, del Registro Civil de la zona, de la Seccional de Policía, de la Alcaldía y cofundador del periódico El Progreso . Activo político, integró el partido Unión Cívica cuyo jefe era Bartolomé Mitre. Su reconocida generosidad para con los humildes, lo hizo acreedor del cariño y el respeto de sus convecinos. Fue Concejal de la Ciudad, en 1895, y Diputado Nacional. Vivió en el barrio que tanto amaba hasta su muerte el 26 de enero de 1904 cuando ya el presidente Manuel Quintana le había ofrecido el cargo de Intendente Municipal de la ciudad de Buenos Aires.
La plazoleta ubicada en la intersección de las Avdas Warnes y Raúl Sacalabrini Ortiz y la calle Murillo lleva su nombre, a solicitud de la Junta Barrial y de Estudios Históricos de Villa Crespo.
Julián Bourdeu

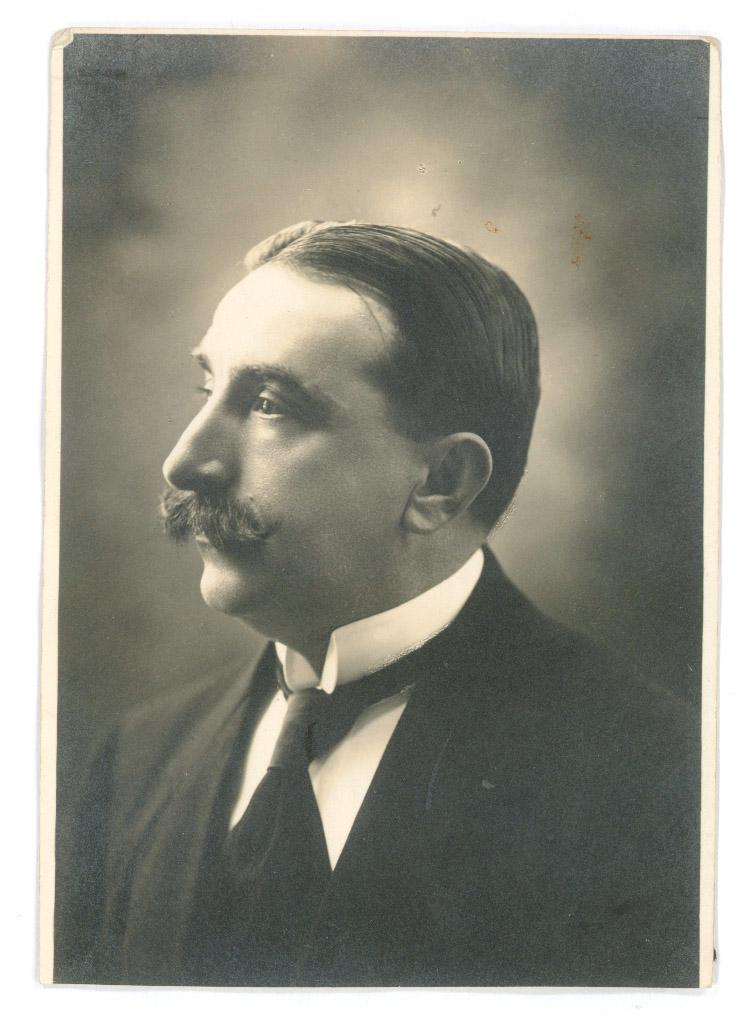
Julián Bourdeu hacia 1910

También vecino pionero, nacido en Francia, Julián Bourdeu fue contador de la Fábrica Nacional de Calzado, cuando ese poblado aún no se llamaba Villa Crespo.
Estrecho colaborador y hombre de confianza de Salvador Benedit, fue presidente de la Comisión Auxiliar de Higiene. juez de paz de la sección 31.ª de Buenos Aires y uno de los fundadores, primer presidente y luego miembro honorario del "Centro Villa Crespo" que durante años fue quizás la más importante institución del barrio.
En 1895 fundó, junto con Benedit, el periódico El Progreso —que en ese momento apoyó a la Unión Cívica Nacional— y fue su primer director.
En 1903, con Remigio Iriondo y otros vecinos, fundó la "Asociación de Fomento Maldonado".
En las elecciones nacionales de abril de 1904, Bourdeu fue elegido miembro del colegio electoral y en ese carácter fue elector del Dr. Manuel Quintana como Presidente de la Nación y, posteriormente, de senadores nacionales por la Capital.

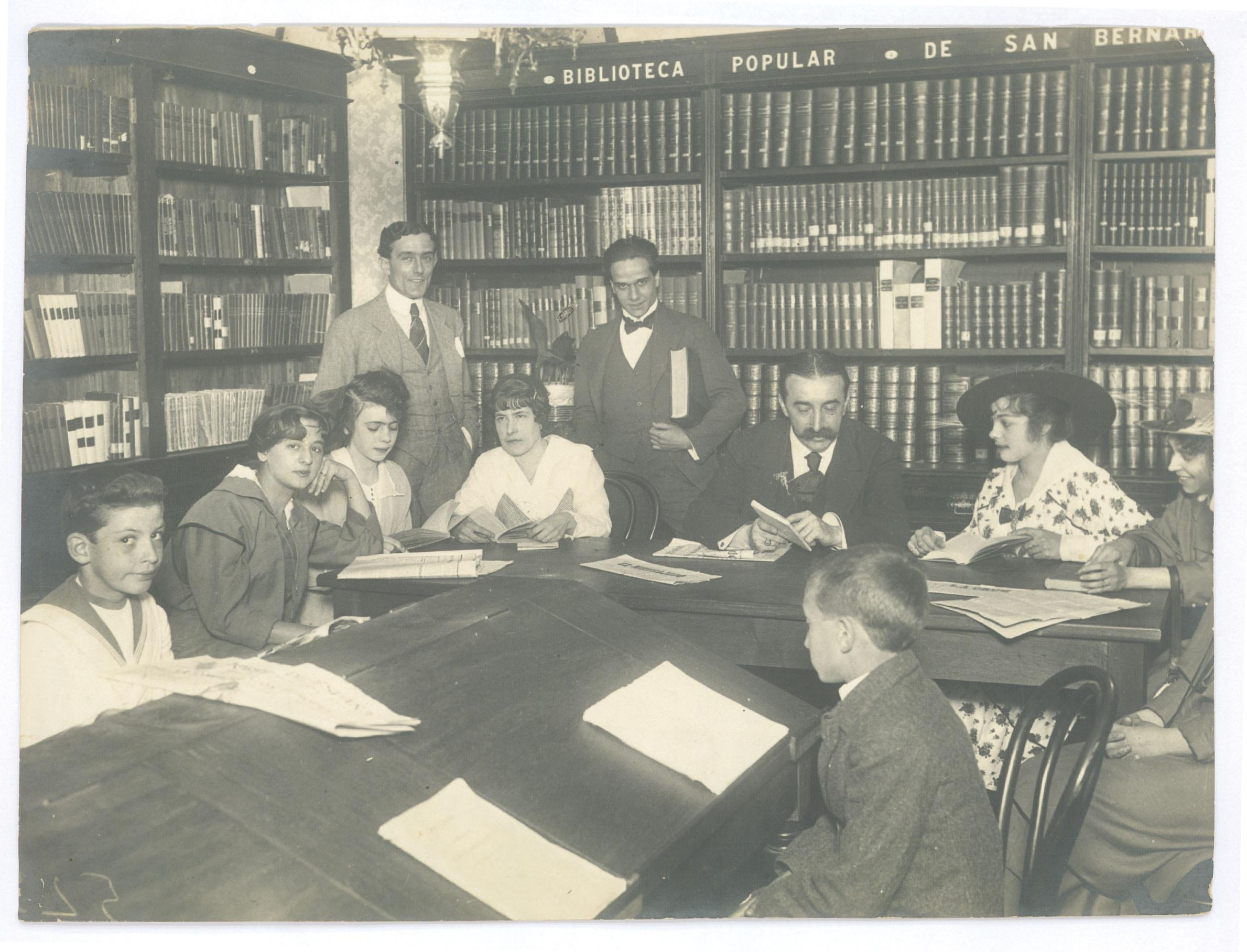
Julián Bourdeu en el salón principal de la Biblioteca Popular de San Bernardo

Ante una iniciativa del Sub-Intendente de Belgrano, en julio de 1910 se fundó la Biblioteca Popular de San Bernardo (hoy Biblioteca Popular Alberdi). Julián Bourdeu fue uno de sus fundadores y su primer presidente, en el período 1910-1917.

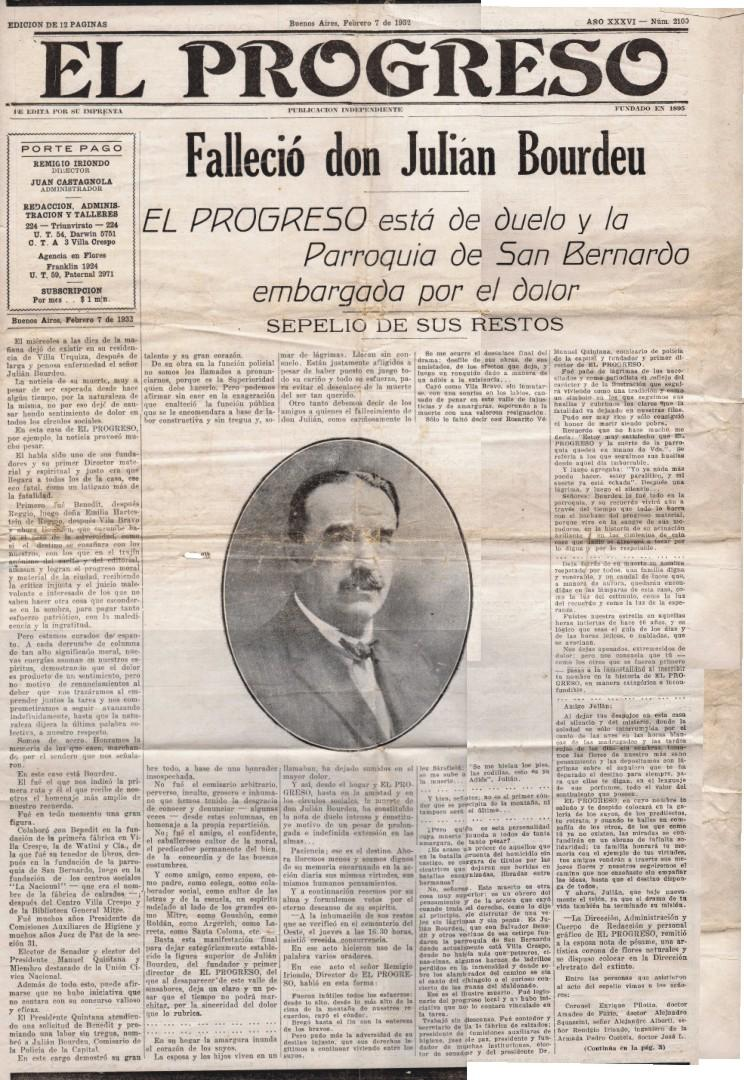

En enero de 1905 se incorporó a la Policía de la Capital con el grado de comisario, hecho que fue posible por la llamada "ley Fraga", que procuraba aumentar la vinculación de la policía con la población en general.
Su primer destino fue, naturalmente, la Comisaría con jurisdicción en Villa Crespo. Posteriormente, con el correr de los años, Bourdeu fue titular de varias seccionales de la Policía porteña.
Actuó en muy numerosas instituciones comunitarias, en todos sus lugares de destino. A las mencionadas de Villa Crespo, cabría agregar, entre varias otras, a las de Villa Talar, también por su carácter pionero.
Falleció el 3 de febrero de 1932.
Remigio Iriondo
Nacido en 1872, Remigio Iriondo llegó a Villa Crespo en 1896. Con vocación innata para la enseñanza —era maestro— al año siguiente fundó el "Colegio El Salvador" y nunca en su vida abandonaría totalmente la actividad docente.
Pero no fue ese, ni aproximadamente, su único campo de actividad. En 1898 inicia su vida pública como secretario del "Centro de Socorros Mutuos Villa Crespo", para ocupar luego, en 1899, el mismo cargo en "Los Amigos Unidos de Villa Crespo". En 1903 funda con otros vecinos la "Asociación de Fomento Maldonado", de la que es elegido presidente. Muchos años después —con toda justicia— esa entidad pasó a llamarse "Asociación de Fomento Remigio Iriondo".
Fue Alcalde de la sección 31.ª en 1904, presidente y secretario, alternativamente, de las Comisiones Municipales de Higiene de las circunscripciones 15.ª y 18.ª durante 1915-1918; Concejal de la ciudad desde 1921 a 1924 por el Partido Demócrata Progresista y miembro de los Distritos Escolares VII y XIII durante los años 1932 a 1934.
Estuvo durante más de treinta años ocupando diversos cargos en la Comisión Directiva de la Biblioteca Popular Alberdi y su presidente en el período 1934-1940. En ese cargo, la reorganizó y consiguió la subvención del gobierno argentino. Fue declarado socio benemérito y socio honorario de esta institución. El Profesor Iriondo fue integrante de la casi totalidad de las instituciones de la zona.
Como Concejal presentó numerosos proyectos en beneficio de Villa Crespo y su zona de influencia, Villa Talar y otros barrios. Y otros de envergadura para la ciudad toda, como aquel —que no pudo concretarse— de vincular el arroyo Maldonado con el Richuelo, con establecimiento de embarcaderos comerciales y paseos costaneros, con lo que, además, se evitaban las periódicas salidas de cauce de esas vías de agua.
Don Remigio Iriondo fue también cronista, secretario de redacción y director del periódico El Progreso. Falleció en 1948.

### Otras figuras relevantes

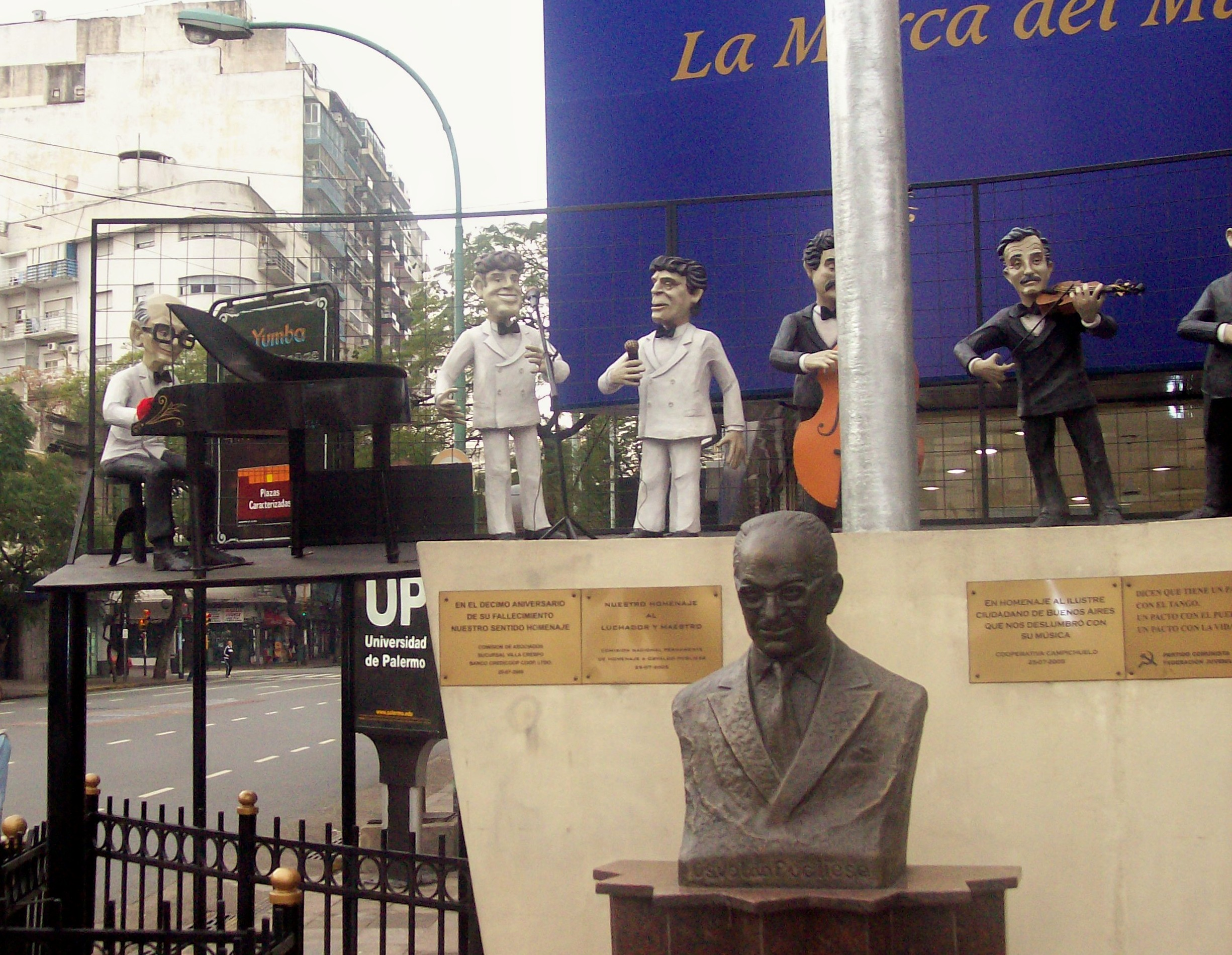
Monumento y Plazoleta a Osvaldo Pugliese, en Villa Crespo, a pocos metros del lugar de su nacimiento (monumento realizado por la escultora Paula Franzi).

Entre las grandes personalidades del barrio de Villa Crespo se encuentran: La primera mujer bandoneonista Paquita Bernardo, el pianista de tango Osvaldo Pugliese, el dramaturgo Leopoldo Marechal, el pintor Antonio Alice, el poeta y letrista de tango Celedonio Flores, el editor Manuel Gleizer, el dramaturgo, poeta y letrista de tangos Alberto Vaccarezza, el actor Ángel Magaña, el actor Osvaldo Miranda, el cómico Alberto Locatti, el escritor Juan Gelman, el productor y escritor Ben Molar, el pianista Juan María Solare, el dramaturgo Mauricio Kartún, la actriz Inés Efrón, el músico Horacio Fontova y el actor, director y guionista Martín Piroyansky.
Otras personalidades arraigadas son: Carlos Levin, Letrista de Tango y principal impulsor del Museo Barrial, el actor y productor de televisión Adrián Suar, Susy Sand premiada por la Academia de Canto Villa Crespo de la Prof. Clara Carrilo con el premio Jevel Katz a la canción, el cantante Fontova cuya familia tiene un arraigo casi centenario a través del Instituto Musical Fontova. Una de cuyas sucursales funcionó donde hoy se encuentra la sede de la Junta Histórica Barrial en Olaya 1796 esq. Dr. Luis Belaustegui.
Otras figuras contemporáneas son: la diseñadora Jessica Trosman, la actriz Malena Pichot, los músicos de Lo' Pibitos y El Kuelgue (entre ellos el comediante Julián Kartun), Mateo y Leo Sujatovich, el rapero Wos, la rapera Malena D'Alessio (integrante de Actitud María Marta,  la cantante de tango Mariel Martínez, el dramaturgo y músico Osvaldo Mongelli, el escritor Daniel Mongelli,

## Figuras
- Hugo Orlando Gatti, jugador de fútbol, actuó como arquero en el Club Atlético Atlanta.
- José Vellutato, Campeón Argentino de Ciclismo e integrante del cuerpo de mecánicos, del equipo argentino que fue Campeón Olímpico en Pekín

## Edificios emblemáticos

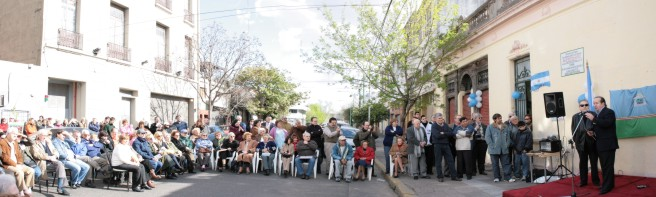
Conventillo de la Paloma placa Honor a Vaccarezza.

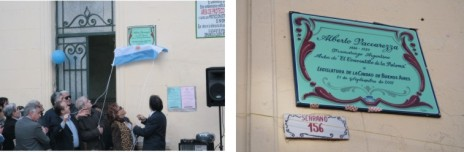
Conventillo de la Paloma placa Honor a Vaccarezza.

En este barrio se encuentra situado el "Conventillo de la Paloma", que dio nombre al famoso sainete de Alberto Vaccarezza. Sobre la calle Serrano 156, fue colocada una placa en honor a Vaccarezza, por la Legislatura de la Cdad de Bs As. El edificio cuenta con Protección Estructural establecida por la Ley 1487, en el año 2004.
Otros Edificios son: La parroquia San Bernardo, que data del año 1896, El Café, Bar Notable y Billares San Bernardo, El Mercado San Bernardo, La Alcaldía, El Conservatorio Odeón, El Taller de los Hermanos Máspero, La Farmacia del Águila, El Complejo de la Fábrica Dell'Aqua y algunos más.

## Actividades, comercios y bares
Villa Crespo tiene gran tradición en el carnaval porteño ya que cuenta con un renombrado y muy asistido corso, en el cual actúan al menos 4 murgas: Los Ansiosos De Villa Crespo "Los Movedizos de Villa Crespo" , "Centro Murga Maniáticos de Villa Crespo", y "Los Dichosos de Villa Crespo"
Entre los clubes más representativos están Villa Malcolm, El Fulgor, el Marqueé, La Cultura del Barrio, el club Villa Crespo, el Club Cultural Matienzo, Club V, La Quince, y el más conocido, el Club Atlético Atlanta.
Entre los locales comerciales se cuentan pizzerías como Angelin, Imperio (desde 1946), il Migliore, El Padrino o Nápoles (esta última se mudó de la esquina de Serrano y Av. Corrientes, a unos metros sobre la citada avenida) y restaurantes como Comander, Alé Alé, Los Bohemios en la sede del Club Atlanta, Don Zoilo, Cantina A los Amigos, las parrillas Don Jorge, La Luli, El Patio, Lo de Jaime, Salgado, Lo del Chuni, Los Chanchitos, todos muy concurridos. Como único supermercado casher del barrio, está "100% Casher", que se encuentra enfrente del templo ACISBA. En cuanto a tiendas de indumentaria, en el barrio se halla la icónica lencería Isaquito y Ricardo, la cual es muy popular entre los vecinos por sus más de sesenta años de actividad, ubicada en la avenida Scalabrini Ortiz al 483.
Entre los bares está el centenario bar "San Bernardo", donde los jugadores de billar alternan con los de pool mientras que en las mesas se organizan partidas de dominó y generala, y tenis de mesa. Otro bar es "Los Bohemios", también de antigua data,  ya demolido. Muchos de estos fueron frecuentados por el escritor Leopoldo Marechal, autor del ya clásico Adán Buenosayres, quien vivió en este barrio entre 1910 y 1934, en la calle Monte Egmont 280.

## Instituciones
La primera entidad fue la Sociedad Festiva La Nacional, instituida por la Fábrica Nacional del Calzado. 
Los Defensores de Villa Crespo fue una agrupación musical también muy antigua (data del año 1900) y es la antecesora del Club Social y Deportivo Villa Crespo, que aún perdura,  concesionado.  
La parroquia San Bernardo Abad fue creada en 1896 y dio al barrio su nombre original. Apenas a una cuadra de allí, vivió Leopoldo Marechal, en Tres Arroyos 280 ex Monte Egmont. Y a una cuadra más, se encuentra la Junta Barrial y de Estudios Históricos de Villa Crespo, en Olaya 1796. Esta institución fue fundada el 5 de julio de 1976 por el Dr. Cayetano Francavilla entre otros destacados vecinos (como Don José Scioli, abuelo del exgobernador de la Pcia. de Bs As y exvicepresidente de la Nación Daniel Osvaldo Scioli) con el fin de difundir la historia del barrio. 
Entre las entidades más antiguas y vigentes, están la Biblioteca Popular Alberdi, fundada el 8 de julio de 1910, denominada inicialmente Biblioteca Popular de San Bernardo; la Liga Argentina Médica Asistencial fue fundada en 1919, como desprendimiento de la Liga Contra la Turberculosis; el Club Fulgor de Villa Crespo, fundado el 1 de octubre de 1933, y la famosa República de Villa Crespo, fundada la noche del 14 de diciembre de 1935 en el piso superior del actual Café Notable San Bernardo, donde funcionó el Club Social San Bernardo. Un hecho histórico aconteció a las 22:00 horas del día mencionado: para celebrar la flamante fundación de la Segunda República Barrial de la Ciudad de Buenos Aires, arribó una comitiva de la República de la Boca, Primera República Barrial Porteña.
Entre las más instituciones más recientes está la Cámara de Comercio de Villa Crespo, la cual ha coordinado la Comisión de Festejos el 120.º aniversario barrial, evento que fue declarado de interés para la Ciudad de Bs As por su Legislatura, así como la Casa Colectiva y Cultural El Conventillo de la Paloma, que se ocupa de preservar el afamado y emblemático edificio homónimo.
El Rotary Club de Villa Crespo, por su parte, carece de sede propia y funciona en un espacio cedido en préstamo por la parroquia de San Bernardo Abad.

## Palermo Queens
Durante el año 2007, en medio de un gran auge inmobiliario en la ciudad, algunas inmobiliarias comenzaron a llamar Palermo Queens a un sector del barrio que vio incrementada su actividad. El nombre Palermo Queens es una combinación del barrio de Palermo, barrio vecino a Villa Crespo en el cual se origina el auge inmobiliario, y del distrito neoyorquino de Queens en Estados Unidos. Varios vecinos y organizaciones barriales se quejaron ante el Gobierno de la Ciudad, mientras que la Junta Barrial y de Estudios Históricos de Villa Crespo presentó las pruebas de la publicidad engañosa ante el Defensor del Pueblo de la Ciudad de Buenos Aires, quien por resolución 2549/07 inició un registro ante la Dirección General de Defensa y Protección al Consumidor porteña, para que resuelva las sanciones que pudieran recaer sobre las inmobiliarias involucradas. La noticia tuvo repercusión en Londres, a través del Financial Times en la nota titulada "Charm on the cheap" publicada el 17 de mayo de 2008.